# ちゃん系ラーメン

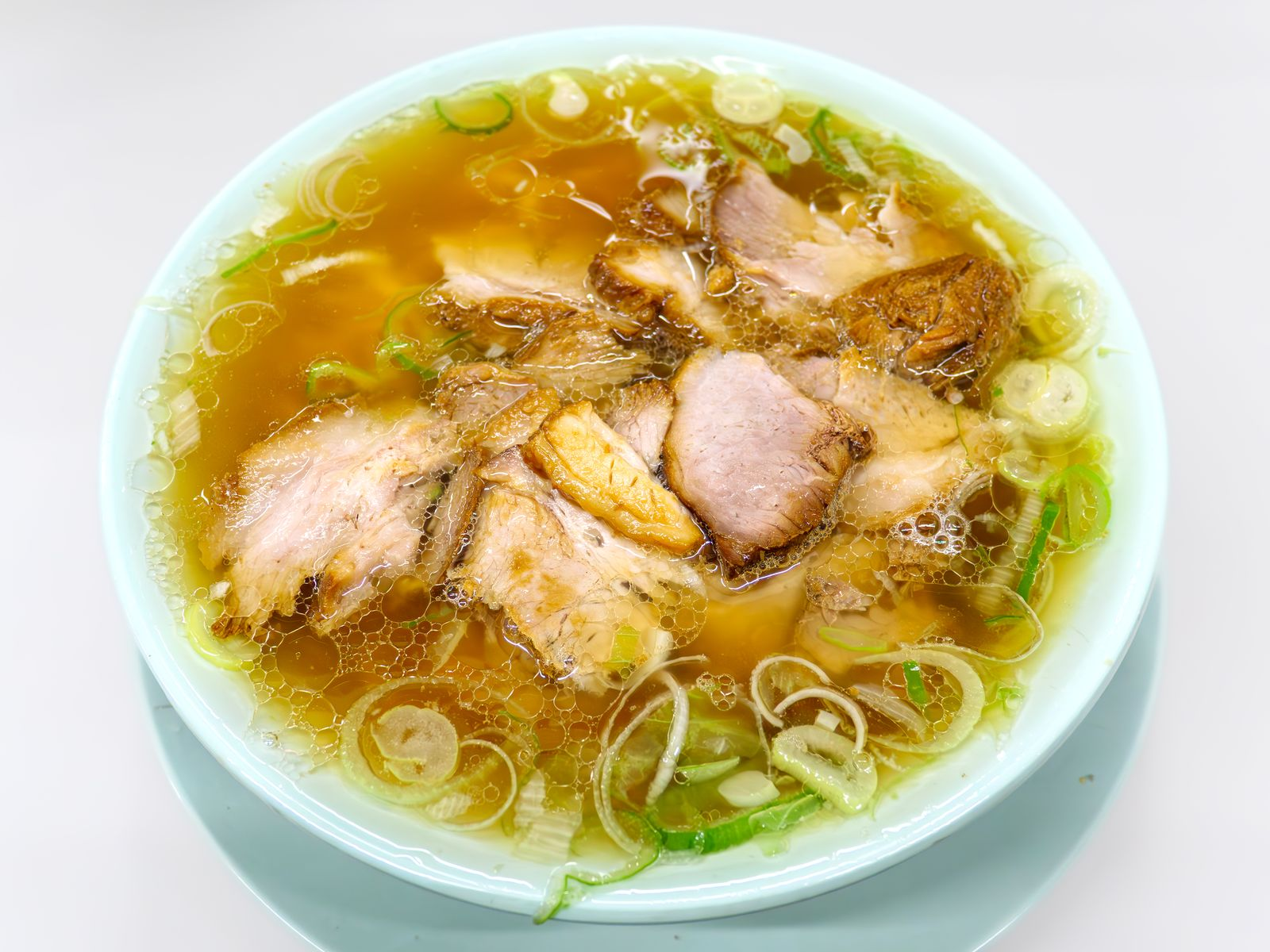
ちゃん系ラーメン

ちゃん系ラーメン （ちゃんけいラーメン） は、「ちゃんのれん組合」に加盟しているラーメン店が提供しているラーメン。

## 歴史
神田駅近くにある「神田ちえちゃんラーメン」で創業。その後、創業メンバーが新宿で「えっちゃんラーメン」、池袋で「ひろちゃんラーメン」を開業。店舗数を伸ばし、「達磨製麺」と共同で「ちゃんのれん組合」を作るに至った。

## 特徴

### スープ
醤油ベースで、表面には脂がたっぷり浮いており、縁までなみなみと注がれている。

### 麺
中太平打ち高加水麺を使用。

## メニュー
- 中華そば
- もり中華

## 代表的な店舗
- 東京都
  - 東京23区
    - 神田ちえちゃんラーメン
    - 新宿ナギチャンラーメン
    - 新宿シンちゃんラーメン
    - ひろちゃんラーメン！
    - 新橋はるちゃんラーメン